# Furi Bibàcul
Els Furi Bibàcul (llatí: Furius Bibaculus) foren una branca de la gens Fúria, una família d'origen patrici. Es coneixen els personatges següents:
- Furi Bibàcul, metre dels salis el segle iii aC[2]
- Luci Furi Bibàcul, pretor en data incerta, amb anterioritat al 218 aC.[3] Probablement fill de l'anterior.
- Luci Furi Bibàcul, qüestor el 216 aC, va morir en la batalla de Cannes.[4]
- Marc Furi Bibàcul, poeta satíric del segle i aC